# Аквабона (Ређо Емилија)
Аквабона (итал. Acquabona) је насеље у Италији у округу Ређо Емилија, региону Емилија-Ромања.
Према процени из 2011. у насељу је живело 109 становника. Насеље се налази на надморској висини од 780 м.